# FC Minerul Baia Mare
El FC Minerul Baia Mare es un equipo de fútbol de Rumania que juega en la Liga II, la segunda división de fútbol más importante del país.

## Historia
Fue fundado en el año 1927 en la ciudad de Baia Mare por la fusión de los equipos Phoenix Baia Mare (fundado en 1932) y Minaur Baia Mare (fundado en 1927), al norte de Rumania. tuvo varios nombres a lo largo de su existencia, los cuales han sido:
- CSM Baia Mare (1947–50)
- Metalul Baia Mare (1950–56)

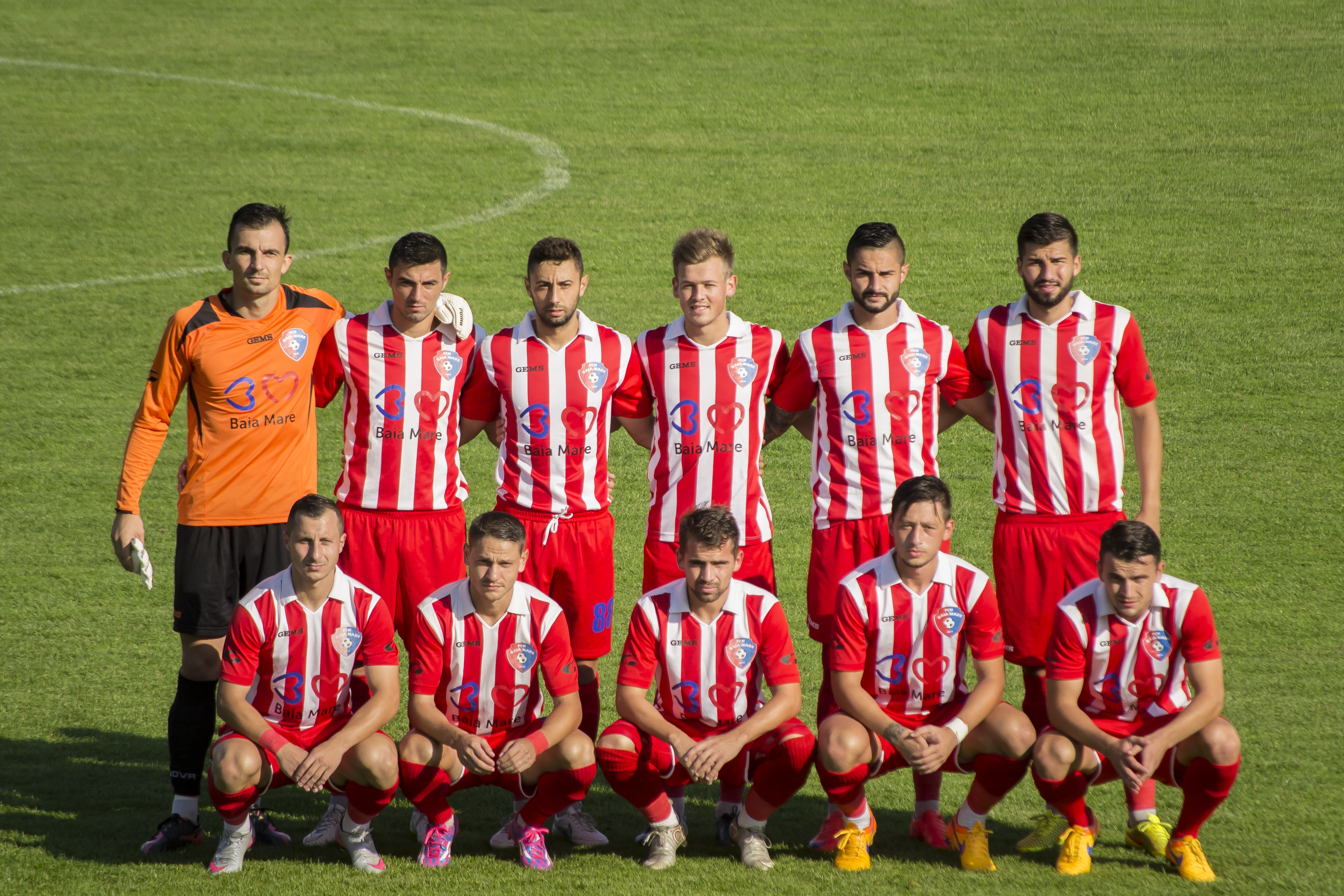
El FCM Baia Mare de 2015–16.

- Energia Trustul Miner Baia Mare (1956–57)
- Minerul Baia Mare (1957–58)
- CSM Baia Mare (1958–62)
- Minerul Baia Mare (1962–75)
- FC Baia Mare (1975–85)
- FC Maramureş Baia Mare (1985–98)
- FC Baia Mare (1998–2010)
- FCM Baia Mare (2012-16)
- FC Minerul Baia Mare (2017-)

Nunca ha el título de Liga, en la cual ha en pocas ocasiones, solo 7 torneos, ni tampoco ganó títulos de Copa en 2 finales jugadas. Es el equipo que más puntos y más partidos ha jugado en la Liga II, la Segunda División de Rumania Fue conocido por enfrentarse a equipos poderosos como Real Madrid, Dinamo Bucarest y Steaua Bucarest en el pasado.
A nivel internacional ha participado en 1 torneo continental, en la Recopa de Europa de Fútbol de 1982/83, donde fue eliminado en la Primera Ronda por el Real Madrid de España.
El equipo desapareció en el año 2010 por problemas financieros, pero poco tiempo después nació el FC Maramureş Universitar Baia Mare para continuar con la tradición deportiva en la ciudad.
En el 2012 el club es refundado como FCM Baia Mare como equipo de la Liga IV, pero por problemas económicos desapareció en 2016. Un año más tarde el equipo es refundado como FC Minerul Baia Mare y entró a la Liga IV para la temporada 2017/18.

## Palmarés
- Copa de Rumania: 0
  - Finalista. 2

1959, 1982
- Liga II: 4

1963/64, 1977/78, 1982/83, 1993/94
- - Subcampeón: 11

1959/60, 1960/61, 1965/66, 1966/67, 1971/72, 1981/82, 1985/86, 1986/87, 1991/92, 2000/01, 2001/02
- Liga III: 7

1956, 1999/2000, 2005/06, 2008/09, 2014/15, 2020/21, 2021/22
- Liga IV: 2

2012/13, 2017/18

## Participación en competiciones de la UEFA
| Temporada | Torneo         | Ronda | Club           | Casa | Visita | Global |
| --------- | -------------- | ----- | -------------- | ---- | ------ | ------ |
| 1982-83   | Recopa Europea | 1     | Real Madrid CF | 0-0  | 2-5    | 2-5    |

## Jugadores

### Jugadores destacados
- Necula Răducanu
- Vasile Zavoda
- Vasile Gergely
- Ioan Tătăran
- Anton Weissenbacher
- Leontin Grozavu
- Dănuţ Şomcherechi
- Lucian Bălan
- Vasile Miriuţă
- Daniel Rednic
- Francisc Zavoda
- Mircea Sasu
- Zoltan Crişan
- Alexandru Terheş
- Romulus Buia
- Cremenițchi
- Călin Albuț
- Emil Szolomajer
- Gabriel Cânu
- Florin Pelecaci
- Sandu Negrean
- Paul Ghenți
- Ioan Pap-Deac

## Entrenadores

### Entrenadores destacados
| - Gyula Bíró - Florin Halagian - Ştefan Onisie - Viorel Mateianu | - Dumitru Nicolae Nicuşor - Ion Nunweiller - Ioan Sdrobiş |